# Muellerianella fairmairei
Muellerianella fairmairei är en insektsart som först beskrevs av Jean Pierre Omer Anne Édouard Perris 1857.  Muellerianella fairmairei ingår i släktet Muellerianella och familjen sporrstritar. Enligt den finländska rödlistan är arten sårbar i Finland. Arten är reproducerande i Sverige. Artens livsmiljö är hagmarker och lövängar. Inga underarter finns listade i Catalogue of Life.